# Брозински, Даниэль
Даниэль Брозински (нем. Daniel Brosinski; 17 июля 1988, Карлсруэ, Баден-Вюртемберг, ФРГ) — немецкий футболист, защитник. Представлял юношеские сборные Германии разных возрастов.

## Клубная карьера
Брозински родился в Карлсруэ. Начал заниматься футболом в местном клубе «Сименс Карлсруэ», в котором играл с 1993 по 2001 годы. Затем перешёл в молодёжный состав «Карлсруэ», играл в клубе до 2007 года. В сезоне 2007/08 играл в фарм-клубе «Карлсруэ II», который в тот момент выступал в Региональной лиге «Юг». Сыграл за клуб 31 матч и забил три мяча.
Летом 2008 года Брозински перешёл в «Кёльн», подписав с клубом трёхлетний контракт. Дебютировал в Бундеслиге 21 февраля 2009 года в выездном матче против мюнхенской «Баварии». «Кёльн» выиграл эту встречу со счётом 1:2, а Брозински забил свой первый гол в Бундеслиге в своём первом же профессиональном матче. В общей сложности, Брозински сыграл за «Кёльн» сыграл 18 матчей в Бундеслиге, а также 3 матча за фарм-клуб «Кёльн II».
8 января 2011 года Брозински подписал контракт с «Веен», в котором провёл вторую половину сезона 2010/11. Сыграл за клуб 19 матчей и забил 5 мячей. Летом 2011 года перешёл в «Дуйсбург», в котором выступал два сезона, сыграл 65 матчей и забил 8 мячей. Летом 2013 года на правах свободного агента перешёл в «Гройтер Фюрт», с которым подписал двухлетний контракт. Однако, летом 2014 года Брозински изъявил желание покинуть клуб и играть в Бундеслиге. Клуб прислушался к его желанию и 3 июля 2014 года Брозински перешёл в «Майнц 05», подписав контракт на четыре года. Сумма трансфера составила 1,5 млн. евро. «Майнц» приобрёл Брозински в качестве замены Зденека Поспеха, который покинул клуб и вернулся на родину. Контракт Брозински с «Майнцем» рассчитан до 2020 года.

## Карьера в сборной
Брозински представлял юношеские сборные Германии до 18, 19 и 20 лет. В 2007 году был вызван в состав сборной Германии до 19 лет для участия в Чемпионате Европы среди юношеских сборных до 19 лет, который прошёл в Австрии. Однако, не сыграл ни одного матча из-за болезни. Свой первый гол на международном уровне Брозински забил 21 ноября 2007 года, выступая за юношескую сборную до 20 лет, в матче против сверстников из Швейцарии. Немцы выиграли эту встречу со счётом 2:1, победный гол Брозински забил на 77-й минуте матча.